# تحدي البروجستين
تحدي البروجستين أو اختبار سحب البروجسترون، هو فحص يُستخدم في طب النساء والتوليد لتقييم حالات انقطاع الطمث لدى النساء. وعلى الرغم من أهميته التاريخية، إلا أن هذا الاختبار نادر الاستخدام حاليًا، وذلك بسبب توفر فحوصات أكثر سهولة ودقة، مثل قياس مستوى هرمون الإستراديول في الدم.
يُجرى الاختبار من خلال إعطاء البروجسترون للمريضة، إما عن طريق الحقن العضلي أو باستخدام أسيتات الميدروكسي بروجستيرون الفموية (مثل دواء بروفيرا). فإذا كان لدى المريضة مستوى كافٍ من هرمون الإستراديول في الدم (أكثر من 50 بيكوغرام/مل)، يُتوقّع حدوث نزيف انسحابي خلال فترة تتراوح بين يومين وسبعة أيام بعد التوقف عن تناول البروجستين، مما يدل على أن انقطاع الطمث ناجم على الأرجح عن غياب الإباضة. أما إذا لم يحدث نزيف بعد سحب البروجستين، فقد يشير ذلك إلى أحد الأسباب التالية:
- انخفاض مستوى الإستراديول في الدم.
- خلل في وظيفة الغدة النخامية.
- عدم استجابة بطانة الرحم.
- وجود مشاكل تشريحية في الرحم مثل تضيق عنق الرحم أو الالتصاقات داخل الرحم.

وللتفريق بين هذه الاحتمالات، يمكن إجراء اختبار إضافي يتم فيه إعطاء هرمون الإستروجين أولاً، متبوعًا بدورة من البروجستين. فإذا حدث نزيف انسحابي بعد هذا العلاج المشترك، فإن السبب المرجح لانقطاع الطمث هو نقص هرمون الإستروجين.